# Cryptopimpla hertrichi
Cryptopimpla hertrichi là một loài tò vò trong họ Ichneumonidae.